# Icthyophaga
Genre
Icthyophaga est un genre d'oiseaux de la famille des Accipitridae.

## Taxonomie
L'étude phylogénétique des Accipitridae de Raposo do Amaral et al. (2009) portant sur l'analyse génétique de neuf gènes, mitochondriaux et nucléaires, de 105 spécimens (54 espèces) marque un tournant dans la compréhension des relations de parentés dans ce groupe,. Il en résulte un bouleversement dans la taxonomie du groupe, qui est répercutée dans la version 3.3 (2013) de la classification de référence du Congrès ornithologique international. Les espèces du genre Icthyophaga furent alors placées dans le genre Haliaeetus, avent que le genre fut ressuscité par le Congrès ornithologique international en 2023.
Le genre a longtemps été incorrectement nommé par certains auteurs Ichthyophaga.

### Liste des espèces
D'après la classification de référence (version 14.1, 2024) de l'Union internationale des ornithologues, il y a 6 espèces du genre Icthyophaga (ordre philogénique) :
- Icthyophaga leucogaster (Gmelin, JF, 1788) – Pygargue blagre ;
- Icthyophaga sanfordi (Mayr, 1935) – Pygargue de Sanford ;
- Icthyophaga vocifer (Daudin, 1800) – Pygargue vocifer ;
- Icthyophaga vociferoides (des Murs, 1845) – Pygargue de Madagascar ;
- Icthyophaga humilis (Müller, S & Schlegel, 1841) – Pygargue nain ;
- Icthyophaga ichthyaetus (Horsfield, 1821) – Pygargue à tête grise

### Confusion taxonomique avec un Turbellarié
Syromiatnikova a créé en 1949 le genre Ichthyophaga pour un Turbellarié parasite de poissons. Comme le genre était préoccupé par Icthyophaga Lesson, 1843, il a été renommé en Piscinquilinus.